# Maud Menten
Maud Leonora Menten (Ontario, 20 de març de 1879 – Leamington, 26 de juliol de 1960) va ser una metgessa canadenca que va realitzar importants contribucions als camps de la cinètica enzimàtica i de la histologia. Juntament amb Leonor Michaelis va desenvolupar la cinètica de Michaelis-Menten.